# Sé O’Hanlon
Séamus „Sé“ O’Hanlon, auch Shay O’Hanlon, (* 14. September 1941 in Dublin) ist ein ehemaliger irischer Radrennfahrer.
Sean O’Hanlon war einer der erfolgreichsten irischen Amateur-Rennfahrer in den 1960er bis in die 1970er Jahre hinein.  Allein viermal – 1962, 1965, 1966 und 1966 – entschied er das irische Etappenrennen Rás Tailteann für sich, bei dem er insgesamt 24 Etappen gewann und 36 Tage lang das Trikot des Führenden trug. Viermal gewann er zudem die Tour of Ulster (1961, 1962, 1965 und 1966). 1975 wurde er irischer Meister im Straßenrennen.
O’Hanlon war Mitglied eines von drei irischen Radsportverbänden, der National Cycling Association (NCA), die nicht Mitglied des Weltradsportverbandes Union Cycliste Internationale (UCI) war. Die NCA war von der UCI nicht anerkannt worden, weil sie sich als Vertretung aller irischen Countys, inklusive der von Nordirland, verstand. Deshalb konnte O‘Hanlon nicht bei internationalen Wettbewerben starten. Später wurde er Präsident der NCA und trieb die Vereinigung der drei Verbände zu „Irish Cycling“ an, die 1987 erfolgte.